# Johan Cavalli
Pour les articles homonymes, voir Cavalli.
Johan Cavalli, né le 12 septembre 1981 à Ajaccio en France, est un footballeur puis entraîneur français qui a évolué au poste de milieu offensif. Il possède également la nationalité italienne.

## Biographie

### En club
Formé au FC Nantes, Il est alors prêté à Lorient où il gagne la Coupe de France et participe au premier tour de la Coupe UEFA 2002-2003 face à Denizlispor (Turquie) (0-2 ; 3-1).
En août 2003, il s'engage avec Créteil afin d'augmenter son temps de jeu. Pendant une saison et demie, il livre de belles prestations (44 matchs, 11 buts) et s'engage au mercato d'hiver 2005 avec Majorque en Espagne après un bras de fer avec les dirigeants cristoliens.   
Il rentre ensuite en France et s'engage avec le FC Istres. Comble de l'ironie, il écope d'un carton rouge pour un tacle sur son ex-coéquipier Samir Amirèche lors de son retour à Créteil. Son équipe s'incline finalement 1-4. À l'hiver 2007, il rejoint l'Angleterre et Watford. Le club londonien est relégué et le libère alors de son contrat au mois de juin 2007. 
Il se retrouve sans club entre juin et octobre 2007 mais il finit par s'engager en faveur du club belge de Mons. En mai 2008, il signe un contrat avec Nîmes qui vient de remonter en Ligue 2.
Le 25 novembre 2010, alors que son père, entraineur du club, avait été écarté moins d'un mois auparavant et que Johan n'entrait pas dans les plans du nouvel entraineur Noël Tosi, son contrat avec le club gardois est résilié d'un commun accord. Le lendemain, il signe à l'AC Ajaccio, également en Ligue 2.
Il est élu meilleur passeur de la saison 2014-2015 en Ligue 2 avec 11 passes décisives.
Lors de la saison 2018-2019, il est avec Yann Boé-Kane l'un des deux délégués syndicaux de l'UNFP au sein de l'AC Ajaccio.

### En sélection
Il honore sa première sélection avec l'équipe de Corse le 6 juin 2009 pour une rencontre face au Congo (1-1).
Le 31 mai 2011, son premier but en sélection offre la victoire 1-0 à la Corse face à la Bulgarie.
Le 26 mai 2018 il est sélectionné pour participer au premier tournoi officiel FIFA CONCACAF en Martinique avec la Corse, il y jouera les 2 matches contre la Guadeloupe et la Martinique en finale.

#### Buts en sélection
| N° | Date        | Lieu                                 | Adversaire | Score | Résultat | Compétition |
| -- | ----------- | ------------------------------------ | ---------- | ----- | -------- | ----------- |
| 1. | 31 mai 2011 | Stade François Coty, Ajaccio, France | Bulgarie   | 1–0   | 1-0      | Amical      |

### Vie privée
Il est le fils de Jean-Michel Cavalli.

### Profil du joueur
Johan Cavalli est un joueur de petit gabarit et de ce fait plutôt vif et habile balle au pied, il possède également une bonne frappe de balle ce qui fait de lui l'artilleur de l'équipe ajaccienne. 
Il est connu pour être un meneur d'homme et un leader de vestiaire, mais également un personnage assez colérique, coupable de perdre son sang froid trop souvent ce qui lui a valu plusieurs sanctions disciplinaires, comme lorsqu'il a écopé de quatre matches de suspension après une altercation suivie de coups avec un joueur du Sporting Club de Bastia, Gaël Angoula.

## Statistiques
| Saison                | Club                  | Championnat           | Championnat | Championnat | Championnat | Coupe nationale | Coupe nationale | Coupe nationale | Coupe de la Ligue | Coupe de la Ligue | Coupe de la Ligue | Compétition(s) continentale(s) | Compétition(s) continentale(s) | Compétition(s) continentale(s) | Compétition(s) continentale(s) | Autres compétitions | Autres compétitions | Autres compétitions | Autres compétitions | Total | Total | Total |
| Saison                | Club                  | Division              | M.          | B.          | P.d.        | M.              | B.              | P.d.            | M.                | B.                | P.d.              | Comp.                          | M.                             | B.                             | P.d.                           | Comp.               | M.                  | B.                  | P.d.                | M.    | B.    | P.d.  |
| 2001-2002             | FC Lorient            | Division 1            | 3           | 0           | 0           | 3               | 0               | 0               | -                 | -                 | -                 | -                              | -                              | -                              | -                              | -                   | -                   | -                   | -                   | 6     | 0     | 0     |
| 2002-2003             | FC Lorient            | Ligue 2               | 18          | 0           | 0           | -               | -               | -               | 1                 | 0                 | 0                 | C3                             | 1                              | 0                              | 0                              | -                   | -                   | -                   | -                   | 20    | 0     | 0     |
| 2003-2004             | FC Lorient            | Ligue 2               | 1           | 0           | 0           | -               | -               | -               | -                 | -                 | -                 | -                              | -                              | -                              | -                              | -                   | -                   | -                   | -                   | 1     | 0     | 0     |
| Sous-total            | Sous-total            | Sous-total            | 22          | 0           | 0           | 3               | 0               | 0               | 1                 | 0                 | 0                 | -                              | 1                              | 0                              | 0                              | -                   | 0                   | 0                   | 0                   | 27    | 0     | 0     |
| 2003-2004             | US Créteil-Lusitanos  | Ligue 2               | 30          | 6           | 0           | 3               | 2               | 0               | 2                 | 0                 | 0                 | -                              | -                              | -                              | -                              | -                   | -                   | -                   | -                   | 35    | 8     | 0     |
| 2004-2005             | US Créteil-Lusitanos  | Ligue 2               | 14          | 5           | 0           | -               | -               | -               | 2                 | 1                 | 0                 | -                              | -                              | -                              | -                              | -                   | -                   | -                   | -                   | 16    | 6     | 0     |
| Sous-total            | Sous-total            | Sous-total            | 44          | 11          | 0           | 3               | 2               | 0               | 4                 | 1                 | 0                 | -                              | 0                              | 0                              | 0                              | -                   | 0                   | 0                   | 0                   | 51    | 14    | 0     |
| 2004-2005             | RCD Majorque          | Primera División      | -           | -           | -           | -               | -               | -               | -                 | -                 | -                 | -                              | -                              | -                              | -                              | -                   | -                   | -                   | -                   | 0     | 0     | 0     |
| 2005-2006             | FC Istres OP          | Ligue 2               | 35          | 1           | 0           | 1               | 1               | 0               | 1                 | 0                 | 0                 | -                              | -                              | -                              | -                              | -                   | -                   | -                   | -                   | 37    | 2     | 0     |
| 2006-2007             | FC Istres OP          | Ligue 2               | 16          | 1           | 0           | -               | -               | -               | 2                 | 1                 | 0                 | -                              | -                              | -                              | -                              | -                   | -                   | -                   | -                   | 18    | 2     | 0     |
| Sous-total            | Sous-total            | Sous-total            | 51          | 2           | 0           | 1               | 1               | 0               | 3                 | 1                 | 0                 | -                              | 0                              | 0                              | 0                              | -                   | 0                   | 0                   | 0                   | 55    | 4     | 0     |
| 2006-2007             | Watford FC            | Premier League        | 3           | 0           | 0           | 1               | 0               | 0               | -                 | -                 | -                 | -                              | -                              | -                              | -                              | -                   | -                   | -                   | -                   | 4     | 0     | 0     |
| 2007-2008             | RAEC Mons             | Division 1            | 9           | 0           | 0           | -               | -               | -               | -                 | -                 | -                 | -                              | -                              | -                              | -                              | -                   | -                   | -                   | -                   | 9     | 0     | 0     |
| 2008-2009             | Nîmes Olympique       | Ligue 2               | 10          | 0           | 3           | -               | -               | -               | -                 | -                 | -                 | -                              | -                              | -                              | -                              | -                   | -                   | -                   | -                   | 10    | 0     | 3     |
| 2009-2010             | Nîmes Olympique       | Ligue 2               | 29          | 0           | 5           | 1               | 0               | 0               | 2                 | 0                 | 0                 | -                              | -                              | -                              | -                              | -                   | -                   | -                   | -                   | 32    | 0     | 5     |
| 2010-2011             | Nîmes Olympique       | Ligue 2               | 12          | 1           | 0           | -               | -               | -               | 3                 | 0                 | 0                 | -                              | -                              | -                              | -                              | -                   | -                   | -                   | -                   | 15    | 1     | 0     |
| Sous-total            | Sous-total            | Sous-total            | 51          | 1           | 8           | 1               | 0               | 0               | 5                 | 0                 | 0                 | -                              | 0                              | 0                              | 0                              | -                   | 0                   | 0                   | 0                   | 57    | 1     | 8     |
| 2010-2011             | AC Ajaccio            | Ligue 2               | 18          | 0           | 7           | 1               | 1               | 0               | -                 | -                 | -                 | -                              | -                              | -                              | -                              | -                   | -                   | -                   | -                   | 19    | 1     | 7     |
| 2011-2012             | AC Ajaccio            | Ligue 1               | 31          | 4           | 5           | 1               | 0               | 0               | -                 | -                 | -                 | -                              | -                              | -                              | -                              | -                   | -                   | -                   | -                   | 32    | 4     | 5     |
| 2012-2013             | AC Ajaccio            | Ligue 1               | 32          | 2           | 5           | 1               | 0               | 0               | 1                 | 0                 | 0                 | -                              | -                              | -                              | -                              | -                   | -                   | -                   | -                   | 34    | 2     | 5     |
| 2013-2014             | AC Ajaccio            | Ligue 1               | 19          | 1           | 6           | 2               | 0               | 0               | -                 | -                 | -                 | -                              | -                              | -                              | -                              | -                   | -                   | -                   | -                   | 21    | 1     | 6     |
| 2014-2015             | AC Ajaccio            | Ligue 2               | 32          | 4           | 8           | 1               | 0               | 0               | 2                 | 1                 | 0                 | -                              | -                              | -                              | -                              | -                   | -                   | -                   | -                   | 35    | 5     | 8     |
| 2015-2016             | AC Ajaccio            | Ligue 2               | 35          | 5           | 3           | 2               | 0               | 0               | 1                 | 1                 | 0                 | -                              | -                              | -                              | -                              | -                   | -                   | -                   | -                   | 38    | 6     | 3     |
| 2016-2017             | AC Ajaccio            | Ligue 2               | 19          | 4           | 3           | 2               | 1               | 0               | -                 | -                 | -                 | -                              | -                              | -                              | -                              | -                   | -                   | -                   | -                   | 21    | 5     | 3     |
| 2017-2018             | AC Ajaccio            | Ligue 2               | 32          | 6           | 4           | -               | -               | -               | 1                 | 0                 | 0                 | -                              | -                              | -                              | -                              | BR                  | 3                   | 0                   | 0                   | 36    | 6     | 4     |
| 2018-2019             | AC Ajaccio            | Ligue 2               | 30          | 2           | 5           | -               | -               | -               | 1                 | 0                 | 0                 | -                              | -                              | -                              | -                              | -                   | -                   | -                   | -                   | 31    | 2     | 5     |
| 2019-2020             | AC Ajaccio            | Ligue 2               | 18          | 0           | 3           | 1               | 1               | 0               | -                 | -                 | -                 | -                              | -                              | -                              | -                              | -                   | -                   | -                   | -                   | 19    | 1     | 3     |
| Sous-total            | Sous-total            | Sous-total            | 266         | 28          | 49          | 11              | 3               | 0               | 6                 | 2                 | 0                 | -                              | 0                              | 0                              | 0                              | -                   | 3                   | 0                   | 0                   | 286   | 33    | 49    |
| Total sur la carrière | Total sur la carrière | Total sur la carrière | 446         | 42          | 57          | 20              | 6               | 0               | 19                | 4                 | 0                 | -                              | 1                              | 0                              | 0                              | -                   | 3                   | 0                   | 0                   | 489   | 52    | 57    |

## Palmarès

### En club
- Vainqueur de la Coupe de France en 2002 avec Lorient
- Finaliste de la Coupe de la Ligue en 2002 avec Lorient
- Meilleur passeur de ligue 2 en 2014-2015

### En sélection
En mai 2010 il remporte la Corsica Football Cup avec la Corse.
Il est également finaliste du Tournoi des 4 qui s'est déroulé en juin 2018 en Martinique.